# Научно-исследовательский вычислительный центр МГУ
Вычислительный центр Московского государственного университета — научное подразделение Московского государственного университета имени М. В. Ломоносова.

## История
Вычислительный центр Московского государственного университета был создан в 1955 году на базе отдела вычислительных машин механико-математического факультета. Это был первый вычислительный центр в системе вузов и один из первых в стране вообще. Создание вычислительного центра в МГУ было вызвано необходимостью подготовки большого числа высококвалифицированных специалистов в области вычислительных наук, а также специалистов, умеющих решать сложные научные и народно-хозяйственные задачи с помощью самой современной вычислительной техники.
Инициатором создания вычислительного центра был академик С. Л. Соболев, возглавлявший кафедру вычислительной математики. Организатором и первым директором вычислительного центра стал профессор кафедры И. С. Березин. Иван Семёнович Березин не только создал ВЦ, но и на долгие годы определил стиль его работы и традиции.
Основополагающими принципами функционирования ВЦ стали:
- привлечение высококвалифицированных научных и инженерных кадров;
- использование современной вычислительной техники;
- проведение исследований на самом высоком уровне;
- активное участие в педагогическом процессе;
- внедрение в практику передовых технологий использования ЭВМ.

Довольно скоро вычислительный центр приобрёл статус крупного научного центра. Уже в первые годы в нём были решены важнейшие народно-хозяйственные проблемы, связанные с метеорологией, запуском ракет и искусственных спутников Земли, пилотируемыми полётами в космосе, аэродинамикой, электродинамикой, структурным анализом, математической экономикой и пр. Большие успехи были достигнуты также в решении теоретических проблем численного анализа и программирования. За эти и другие работы ряд сотрудников вычислительного центра были награждены орденами и медалями, удостоены Ломоносовских премий МГУ, Государственной премии СССР и премии Совета министров СССР.
Вычислительный центр всегда играл заметную роль в распространении передовых технологий использования ЭВМ. Формы этого распространения были самыми различными: оказание научных и технических консультаций, предоставление машинного времени, обмен опытом, помощь в решении конкретных задач. Последний вид деятельности привёл к созданию в вычислительном центре крупнейшей в нашей стране библиотеки программ по численному анализу.
Особое внимание вычислительный центр уделял и уделяет распространению передовых технологий использования ЭВМ в самом Московском университете. Помимо перечисленных выше форм распространения возникли и специфические, связанные с огромными размерами университета. Таким большим вузом трудно управлять. Поэтому ещё в начале 1970-х годов вычислительный центр выступил с инициативой создания в МГУ автоматизированной информационной службы. В короткое время были разработаны и внедрены системы «Студент», «Абитуриент», и некоторые другие, без которых сейчас невозможно представить ни учебный процесс, ни прием студентов, ни многое другое. Информационная служба МГУ и в настоящее время находится на острие интересов вычислительного центра.
Статус вычислительного центра неоднократно менялся. С 1955 г. по 1972 г. он являлся учреждением, входящим в состав кафедры вычислительной математики механико-математического факультета. С 1972 г. по 1982 г. он был институтом в составе факультета вычислительной математики и кибернетики и получил название «Научно-исследовательский вычислительный центр МГУ» (НИВЦ). В 1982 г. НИВЦ был выделен из состава факультета ВМиК и стал одним из институтов Московского университета с подчинением непосредственно ректорату.
После профессора И. С. Березина директорами вычислительного центра в разное время были академик В. В. Воеводин, профессор Е. А. Гребеников, доцент В. М. Репин, профессор А. В. Тихонравов.

## Деятельность центра
Вычислительный центр всегда был оснащен самой передовой советской техникой. Уже в декабре 1956 года в ВЦ была установлена первая серийная советская вычислительная машина «Стрела». В ней были реализованы многие современные идеи. Говоря современным языком, в ней имелись спецпроцессоры для быстрого выполнения коротких программ, программирование велось в терминах модных ныне векторных операций и т. п. В 1961 г. была установлена машина М-20, в 1966 — БЭСМ-4. К 1981 г. в ВЦ функционировали четыре «БЭСМ-6», две «ЕС-1022», «Минск-32», две ЭВМ «Мир-2» и разработанная в самом ВЦ первая в мире безламповая ЭВМ «Сетунь» с троичной системой счисления.
Для обеспечения эффективного использования вычислительной техники нужны специалисты самой высокой квалификации. Причем не столько инженерного профиля, сколько в области программирования, численных методов, математического моделирования и т. п. Именно поэтому основная вычислительная техника сосредотачивалась именно в ВЦ, где имелись необходимые кадры нужной квалификации. Однако удаленность подразделений МГУ друг от друга и от ВЦ в значительной мере затрудняла доступ к вычислительной технике. Это привело в середине 70-х годов к идее создания в МГУ системы коллективного пользования. Ее основными элементами должны были стать глобальная сеть, связывающая подразделения МГУ между собой, и координация работ в МГУ в области использования вычислительной техники. Головной организацией в решении этой проблемы стал вычислительный центр. В силу многих причин поставленная проблема решена не полностью, но до сих пор она не потеряла своей актуальности.
Вычислительный центр имеет разнообразные контакты со всеми подразделениями МГУ. Но самое тесное взаимодействие всегда было с кафедрой вычислительной математики, возглавляемой А. Н. Тихоновым. Академик Андрей Николаевич Тихонов почти четверть века был научным руководителем вычислительного центра МГУ. Это был период становления вычислительных наук в Московском университете. В это время вычислительный центр был наиболее сильно связан с педагогическим процессом. Сотрудники ВЦ читали основные и специальные курсы, вели практические занятия, организовывали терминальные классы и обучали студентов основам использования ЭВМ. В первые годы после создания факультета вычислительной математики и кибернетики МГУ большая часть педагогической работы на нем выполнялась сотрудниками вычислительного центра. Немало бывших сотрудников ВЦ работает на факультете ВМиК и сейчас.
С 2021 года на базе НИВЦ проводится научная конференция «Экспериментальные исследования языка».
В настоящее время директором НИВЦ МГУ является член-корреспондент РАН, профессор, доктор физико-математических наук Воеводин Владимир Валентинович.